# Adnan al-Bursh
Adnan Al-Bursh, né le 17 septembre 1974 à Jabaliya et décédé le 19 avril 2024, était un chirurgien orthopédiste palestinien et le chef du service d'orthopédie du plus grand établissement médical de la bande de Gaza, l'hôpital Al-Shifa. Il est décédé dans la Prison d'Ofer après plus de quatre mois de détention,,,,.
Le médecin âgé de 50 ans a été arrêté par les forces israéliennes en décembre 2023 alors qu'il travaillait temporairement à l'hôpital Al-Awda dans le nord de la bande de Gaza,,,. Les autorités palestiniennes et les groupes de défense des droits ont attribué sa mort à la torture ou aux mauvais traitements en détention, et son décès a été mis en avant comme faisant partie du "processus de ciblage systématique contre les médecins et le système de santé à Gaza",,.

## Jeunesse et carrière précoce
Adnan Al-Bursh est né en 1974 à Jabalia, dans la bande de Gaza occupée par Israël, et a reçu sa première éducation là-bas avant de partir en Roumanie pour étudier la médecine,.
Dans sa carrière, il était un chirurgien orthopédiste palestinien éminent qui a été chef du service d'orthopédie à l'hôpital Al-Shifa, le plus grand établissement médical de Gaza,,.
Al-Bursh était marié et avait cinq enfants. Il a également été conseiller de l'Équipe de Palestine de football.

### Guerre Israel-Hamas
En novembre 2023, pendant l'invasion israélienne de Gaza, Al-Bursh s'est retrouvé bloqué pendant 10 jours avec son neveu dans l'hôpital Al-Shifa assiégé. Les forces israéliennes leur ont ensuite demandé de se déplacer vers le sud, mais Al-Bursh a refusé d'obtempérer et a préféré se diriger vers le nord pour aider à l'hôpital Indonesien. La femme et les six enfants d'Al-Bursh ont également refusé de se déplacer vers le sud et ont plutôt trouvé refuge dans l'une des écoles de l'UNRWA dans le nord de la bande de Gaza.
Al-Bursh a été blessé plus tard alors qu'il se trouvait à l'hôpital Indonesia, alors qu'il était en salle d'opération lorsque les forces israéliennes ont également attaqué cet établissement. Après une trêve, il s'est de nouveau installé à l'hôpital Al-Awda, également dans le nord de Gaza.

## Arrestation et décès
Le médecin âgé de 50 ans a été arrêté par les forces israéliennes en décembre 2023 aux côtés de 10 autres travailleurs alors qu'il travaillait temporairement à l'hôpital Al-Awda dans le nord de Gaza,,,.
Quatre mois plus tard, le 19 avril 2024, le service pénitentiaire israélien a confirmé le décès d'Al-Bursh en détention à la prison d'Ofer, sans révéler la cause de son décès,,. Les autorités palestiniennes et les groupes de défense des droits ont attribué sa mort à la torture ou aux mauvais traitements en détention. Des prisonniers libérés ont raconté à la famille d'Al-Bursh qu'il était soumis à la torture. Son corps a été gardé en détention par Israël, et le sort des autres travailleurs médicaux détenus reste incertain.
En mai 2024, la famille d'Al-Bursh a chargé un avocat à La Haye d'enquêter sur sa mort et de faciliter le retour de son corps. L'assassinat d'al-Bursh est un autre crime commis par l'armée israélienne pendant la guerre.

## Réactions
L'Autorité des Affaires des Prisonniers et le Club des Prisonniers Palestiniens ont qualifié la mort d'Al-Bursh d'"assassinat" et d'une partie du "processus de ciblage systématique contre les médecins et le système de santé à Gaza",,,. Le Ministère Palestinien de la Santé a demandé une enquête immédiate. Des groupes médicaux, y compris l'Organisation mondiale de la santé, ont demandé à plusieurs reprises que les attaques contre les travailleurs de la santé de Gaza cessent.
Francesca Albanese, rapporteuse spéciale des Nations Unies pour les droits de l'homme dans les territoires palestiniens occupés, a exprimé une extrême inquiétude face à la nouvelle du décès d'Al-Bursh et a appelé à de meilleures protections.
Sa mort a été soulignée comme un exemple supplémentaire des défis et des risques continus auxquels sont confrontés les travailleurs de la santé à Gaza, avec des centaines de personnes tuées, blessées ou arrêtées,. Le ministère de la Santé a déclaré que 492 médecins avaient été tués dans le conflit. La communauté internationale et les organisations de défense des droits de l'homme ont à plusieurs reprises appelé à mettre fin aux attaques contre le personnel médical et à la protection des Palestiniens sous occupation israélienne.
Le neveu d'Al-Bursh, Mohammad Al-Bursh, l'a décrit comme une figure "joyeuse" et "aimée" qui a consacré sa vie à sa profession, travaillant souvent sans relâche pendant le pic du conflit à Gaza. Ses collègues l'ont loué comme un individu "rare" et la "soupape de sécurité" des services orthopédiques dans les hôpitaux de toute la bande de Gaza, travaillant souvent sans relâche même pendant les périodes de conflits dans la région,.